# Заовражні Юл'яли
Заовра́жні Юл'я́ли (рос. Заовражные Юлъялы, марій. Вес сер Юлъял) — присілок у складі Гірськомарійського району Марій Ел, Росія. Входить до складу Кузнецовського сільського поселення.

## Населення
Населення — 114 осіб (2010; 157 у 2002).
Національний склад (станом на 2002 рік):
- гірські марійці — 97 %